# Горный галаго
Горный галаго (лат. Paragalago orinus) — примат из семейства галаговых.

## Классификация
Выделен в отдельный вид в 1996 году из-за отличной от других галаго системы звуков.

## Описание
Шерсть тёмная, с красноватым оттенком. На морде кремово-жёлтая вертикальная полоса. Вокруг глаз тёмно-коричневые кольца. Хвост относительно короткий, задние конечности короткие. Шерсть на хвосте короткая, красноватая у основания, тёмная к концу. Длина тела от 125 до 138 мм, длина хвоста от 169 до 199 см, масса от 74 до 98 грамм.

## Поведение
Всеядны. Рацион преимущественно состоит из фруктов, древесных соков и насекомых. Населяют средние и верхние ярусы горных тропических лесов. В помёте обычно один детёныш.

## Распространение
Встречаются в горах на востоке Кении и Танзании на высоте от 1200 до 2000 метров над уровнем моря. Симпатричны с Galago zanzibaricus и Otolemur garnetti.

## Статус популяции
Международный союз охраны природы присвоил этому виду охранный статус «Находятся в уязвимом положении» из-за того, что, хотя площадь ареала вида составляет 20 тыс. км², ареал сильно фрагментирован и численность популяции сокращается. Главной угрозой популяции считается разрушение среды обитания.